# Klíče
Klíče jsou osada, část obce Konojedy v okrese Praha-východ. Nachází se necelý 1 km jihovýchodně od Konojed a 1,5 km severozápadně od Oplan, při silnici III/1086 a polní cestě vedoucí směrem do Prusic. Většina domů v osadě je katastrálně součástí obce Konojedy a tvoří její součást se 4 evidovanými adresami (domy čp. 126, 129, 131 a 130). Dům čp. 23 na jižní straně intravilánu je součástí katastru obce Oplany.
V Klíčích se nachází autobusová zastávka na znamení obsluhovaná příměstskou autobusovou linkou PID č. 659 na trase Český Brod – Kostelec n.Č.l. – Uhlířské Janovice.
Přes Klíče prochází modře značená turistická pěší trasa spojující města Říčany a Sázava.